# European Lead Factory
Die  European Lead Factory ist eine öffentlich-private Partnerschaft, deren Ziel es ist, den Prozess  der Pharmaforschung in Europa zu beschleunigen. Das paneuropäische Konsortium setzt sich aus sieben Pharmafirmen, akademischen Institutionen sowie kleinen und mittleren Unternehmen zusammen. Finanziert wird die European Lead Factory durch die Innovative Medicines Initiative (IMI) und ist das größte Einzelprojekt der IMI. Das Projekt ist ein Beispiel dafür, wie Open Innovation in der Wirkstoffforschung in der Praxis funktionieren kann.
Die beiden Hauptelemente  der seit 2013 existierenden European Lead Factory sind die Joint European Compound Library und das European Screening Centre. Gemeinsam bieten sie Wissenschaftlern in Europa eine Möglichkeit zur Identifizierung von Ansätzen für die Medikamentenentwicklung durch die Verbindung innovativer Drug Targets (Zielmoleküle) mit hochwertigen chemischen Verbindungen. Die Ergebnisse werden in einer Hitliste gesammelt: eine Anzahl an Verbindungen mit Affinität für das Zielmolekül. Diese Verbindungen  können als experimentelle Werkzeuge für die Erforschung biologischer Prozesse oder als Ausgangspunkt für die weitere Entwicklung neuer Medikamenten-Leads genutzt werden. Die Substanzen der Hitliste können außerhalb der European Lead Factory hinsichtlich ihrer Affinität und weiterer für Medikamente relevanten Eigenschaften wie Selektivität, Löslichkeit und Verstoffwechselung optimiert werden. Das endgültige Ziel ist es, diese Wirkstoffe nach ihrer behördlichen Zulassung zur Behandlung bisher nicht adressierter medizinischer Bedürfnisse zur Verfügung zu stellen.

## Open Innovation
Die Joint European Compound Library besteht aus einer Sammlung von ca. 500.000 chemischen Verbindungen. Die Verbindungen stammen zum Teil aus den privaten Datenbanken der Pharmafirmen und werden durch die neuen Moleküle ergänzt, die von den Chemie-Partnern der European Lead Factory synthetisiert werden. Sowohl europäische Forscher von akademischen Einrichtungen, als auch kleine und mittlere Unternehmen und Patientenorganisationen können ihre biologischen Targets zum Screening gegen diese Sammlung einreichen. Das Screening wird von Wissenschaftlern der European Lead Factory nach industriellem Standard als Hochdurchsatz-Screening durchgeführt.